# كلايف غريغوري
كلايف غريغوري (بالإنجليزية: Clive Gregory)‏ هو قسيس بريطاني، ولد في 25 نوفمبر 1961.